# 欧洲法院
歐洲法院，根據歐盟法律為歐洲聯盟的最高法院，掌理一般案件的法律審上訴，以及特殊案件的初審。
作為歐盟法院的一部分，其有解釋歐盟法律和確保其在各歐盟會員國間能被平等適用的任務。
歐洲法院於1952年於盧森堡市設立，目前歐洲法院的法官是由各個歐盟會員國所推派的法官組成（目前為28名法官，另外尚有9名佐審官），通常一個案件的審理，可能由3個、5個或13個法官加以審理。

## 歷史
歐洲法院於1952年時根據巴黎條約 (1951年)設立，以做為歐洲煤鐵共同體中的一部分。於最初設立時，歐洲法院共有7個法官，6個歐洲煤鐵共同體的會員國各可以指派一個法官，而第7個法官則由「大國」（西德、法國、義大利）指派。於1967年，歐洲煤鋼共同體和歐洲經濟共同體、歐洲原子能共同體合併時，歐洲法院成為歐洲各大共同體的一部分。
隨著1993年馬斯垂克條約的生效，歐洲聯盟正式成立。不過歐洲法院並沒有因此而如同其他機構一樣改變其名稱。其權力的來源是來自於歐洲聯盟的第一支柱：歐洲各大共同體。
歐洲法院於1997年時，隨著阿姆斯特丹條約的簽訂而使其權力獲得擴張，原本屬於第三支柱（刑事領域警務與司法合作）的議題被移轉至本法院來處理。
目前，隨著里斯本條約於2009年12月1日生效，歐洲法院的官方名稱從「歐洲各大共同體法院」（La Cour de justice des Communautés européennes (CJCE) ; Court of Justice of the European Communities）變為「歐洲法院」（La Cour de Justice; Court of Justice）。
原訟法院（Tribunal de Première Instance; Court of First Instance）則更名為普通法院（Tribunal général ; General Court）。
至於歐盟法院（La Cour de justice de l'Union européenne (CJUE); Court of Justice of the European Union）將成為統合此二法院的法院，亦即，在歐盟法院之下，包含了「歐洲法院」和「普通法院」此二部分。

## 法院組織

### 法官
歐洲法院共有28名法官，並由9個佐審官協助做成各個判決。各個法院和佐審官由歐盟各個成員國予以指派，每一個法官和佐審官的任期為6年。根據條約規定，這些法官和佐審官必須要由法律專家中選出，且他們必須要能夠「毫無疑問地」保持其獨立性，同時必須具備有被指派到該成員國中最高司法單位的專業能力除此之外，每個成員國所提名的法官還必須獲得其他全體歐盟成員國批准。

### 法庭
歐洲法院中法庭，可以由全體法官共同組成，也可以由13個法官組成大法庭，亦或是僅由3或5位法官組成法庭來審理。由全體法官共同組成大法庭來審理的情形在現今已非常少見，大部分的情況下，法庭多由3或5位法官組成。
歐洲法院只有在由法院規則所規定的特定案件中，才會由全體法官組成大審判庭加以審理（包含解僱歐洲監察使（Ombudsman Européen ; European Ombudsman）或是某個歐盟成員國未履行其義務時）。另外，若歐洲法院認為該案件特別重要時，亦會由全體法官組成大法庭加以審理。
一般案件通常會由3或5位法官所組成的法庭加以審理。每個法庭各自選出該庭的庭長，在由5人組成的法庭中，庭長的任期為3年；由3人組成的法庭中，庭長的任期為1年。
最後，歐洲法院的判決是採取「合議判決」（Jugement collégial ; collegiate judgment）的形式做成，這意味著歐洲法院的判決中並不會有不同意見或協同意見的存在，判決最後只會以一種意見作結論，且參與審理的所有法官都必須在該判決上簽名，表示意見一致。

### 佐審官（Advocates-General）
所有歐洲法院的法官都由9名佐審官予以協助，這些佐審官主要負責就各個歐洲法院的案件提供法律意見。它們可以詢問該案的當事人，並且在法官討論並作出判決前，給予當事人法律意見。佐審官設置的目的便是希望其能夠個案提出獨立且公正的意見。不過，和法院判決不同的是，這些佐審官的意見書是由各個佐審官獨自作出，因此通常較易於閱讀，且通常對於案件的處置會較法院的判決更為徹底，因為法院的判決通常僅限於就特定議題加以處理，而佐審官的意見書則較為全面。佐審官的意見通常僅具有建議性質，不拘束法院。不過這些意見仍然具有相當的影響力，且在多數案件中，這些意見會被法院所採納。不過從2003年起，佐審官僅有在法院認為某個案件中有法律上新的爭點，請求其作成意見時，才會提出意見書。
歐洲法院自1951年起有佐審官制度，當時只有德國和法國可以各指派一名佐審官。佐審官制度於1973年第一次擴大，由2名增加到4名，分別由法、德、義、英等四大國委任。1981年加入第五名佐審官，由較小會員國輪流指派。1985年上調至6位，由煤鋼共同體其餘八名會員國輪流派任。1995年第四次擴大佐審官制度，8名佐審官中，其中5名的提名權歸屬於歐盟中的5個「大國」：德國、法國、英國、義大利和西班牙。剩下3個則是由其他22較小的成員國輪流提名輪替。而僅比西班牙人口小一點的波蘭，則不斷的要求擁有一位佐審官的永久提名權。目前，隨著里斯本條約的生效，假如法院有所要求時，則佐審官的數量將增加至11人，而其中的6位將由6個歐盟中的「大國」擁有提名權（上述5國加上波蘭），而剩下的5位則由其他成員國輪流提名擔任。

### 訴訟規則與工作語言
歐洲法院有它自己的訴訟規則，該規則中包含了書面審理階段和言詞辯論階段的規定。雖然在起訴的階段，當事人可以自由選擇使用歐盟成員國中的任何一種官方語言，法官和當事人的陳述將被同步翻譯。不過，在法院內部的工作語言，包含法官間的討論、初步報告和判決的草擬，都是使用法語。這造成法語成為歐洲法院和普通法院這兩個國際法院唯一的工作語言。
相反的，歐洲法院的佐審官則可以使用任何歐盟成員國的官方語言作為其工作或提出意見書的語言。而這些意見書將於之後被翻譯成法語，以利於法官間的討論。

### 院址
所有歐盟的司法單位皆坐落於盧森堡，而與其他位於布魯塞爾和史特拉斯堡的政治單位相分離。歐洲法院的採取了宮殿式的建築模式，目前正在擴建中。
盧森堡是在1952年7月23日成立歐洲煤鋼共同體時被選為當時歐洲煤鋼共同體法院的院址。該院於1954年11月28日首次於一個被稱為「Villa Vauban」的地方聽訟。最終於1972年時，本院才遷入現在的宮殿式建築中。
1965年時，當時的歐洲煤鐵共同體之成員國選定以盧森堡作為歐洲煤鐵共同體法院的永久院址，其後所成立的司法單位（包含原訟法院、公務員法庭）亦選擇盧森堡市為其坐落的位址。這個決定最後於1992年時由位於愛丁堡的歐洲理事會再次予以肯認。

## 一審事物管轄

### 不履行義務之訴
基於歐洲聯盟運作條約第258條（舊226條）之規定，歐洲法院可以裁決某個成員國是否有履行其基於歐盟法律所應盡的義務。在案件進入歐洲法院審理以前，必須由歐盟委員會先進行一道預備性程序，在該程序中，成員國有機會就該控訴予以回復。假如在此程序中未能終結該控訴，則該違反歐盟法的控訴將進入歐洲法院審理。而此可能是由歐盟委員會，或是由其他成員國交付歐洲法院審理，不過就後者而言，目前仍屬少數，通常都是由歐盟委員會將該案交付審理。假如法院發現確實有義務違反之情事，則被認定違反義務之成員國必須立即停止該違反義務之行為。假如法院在之後由歐盟委員會所提起的新程序中，仍然發現該成員國未遵守先前所作出的判決，則法院可以要求歐盟委員會強迫該成員國修正違反義務之行為，或是對該成員國施以制裁。

### 廢除訴訟
依據歐洲聯盟運作條約第263條（舊230條），原告可以向歐洲法院提起廢除某項由歐盟機構所頒行的措施（規則、指令或決定）之訴。關於各成員國對於歐洲議會或歐洲理事會所提起之訴訟，或是由某個歐盟機構對其他機構所提起的訴訟，專屬於歐洲法院管轄。除此之外，歐盟普通法院對於所有其他此類型的訴訟，特別是由個人所提起的訴訟，具有第一審管轄權。歐洲法院基於歐洲聯盟運作條約第264條（舊231條）有權宣告某個措施無效。

### 作為之訴
基於歐洲聯盟運作條約第265條（舊232條），歐洲法院或歐盟普通法院也可能會審查某個歐盟機構是否有不作為之違法情形。不過，在提起此種訴訟以前，必須要該機構已經被要求有某種作為。假如該不作為之情事被認為係屬違法，則該機構必須要做出適當的處置以終結該不作為狀態。

### 侵權行為損害賠償之訴
依據歐洲聯盟運作條約第235條（亦與第288條相關），歐洲法院可以就非基於契約而來，亦即侵權行為損害賠償之訴進行裁判。當某個成員國侵害其公民之權利，且該侵害行為是由於該國之政府機關或是公務員於執行其職務時所造成，則歐洲法院可以判決該國必須要負損害賠償責任。

## 上訴審事物管轄
基於歐洲聯盟運作條約第256條（舊225條），就歐盟普通法院所作出的裁決，僅能以法律問題為由向歐洲法院提起上訴（法律審上訴）。假如上訴被歐洲法院許可，且上訴有理由，則歐洲法院將會撤銷歐盟普通法院所作出的判決。在程序許可的狀況，歐洲法院可能自為判決，否則其必須要將該案發回歐盟普通法院重新判決，而歐盟普通法院必須受到歐洲法院之判決所拘束。